# Epicauta ocellata
Epicauta ocellata is een keversoort uit de familie van oliekevers (Meloidae). De wetenschappelijke naam van de soort is voor het eerst geldig gepubliceerd in 1869 door Dugés.